# Tunkiński Park Narodowy
Tunkiński Park Narodowy (ros. Тункинский национальный парк) – park narodowy w azjatyckiej części Rosji, utworzony 27 maja 1991 roku, w okolicy wsi Tunka w Buriacji. Zajmuje 11 836,62 km² (1 183 662 ha) – całą powierzchnię rejonu tunkińskiego. W 2004 roku został zakwalifikowany przez BirdLife International jako ostoja ptaków IBA.